# Prudente de Morais (Minas Gerais)
Prudente de Morais is een gemeente in de Braziliaanse deelstaat Minas Gerais. De gemeente telt 9.335 inwoners (schatting 2009).

## Aangrenzende gemeenten
De gemeente grenst aan Capim Branco, Funilândia, Matozinhos en Sete Lagoas.